# Мигел Бенасиаг
Мигел Бенасиаг (на френски: Miguel Benasayag) е френски философ, психолог и психоаналитик.

## Биография
Роден е през 1953 година в Буенос Айрес, Аржентина. Бенасиаг е привърженик на идеите на Че Гевара и член на герилията. Заради своята политическа дейност на опозиционер излежава присъда от няколко години затвор в Аржентина. След освобождението си живее във Франция, където продължава да води борба в името на левите си убеждения против глобализацията и се занимава с университетска научноизследователска дейност.
През 1999 г. публикува „Манифест на Алтернативата мрежа за съпротива“. По време на президентските избори от 2007 г. във Франция поддържа кандидатурата на Жозе Бове.
Бенасиаг води сутрешно предаване в RFI (Радио Франс Ентернасионал). През март 2004 г. е уволнен след представяне на книгата „Полиция и справедливост“ на Евелин Сир-Марен, член на Синдикатите на магистратурата, която твърди, че Никола Саркози – министър на вътрешните работи, и Доминик Пербен – министър на правосъдието, са приложили в действие 11 от 24 от предложените мерки за сигурност на FN (Френската националистическа партия на Жан-Мари Льо Пен).